# Betoniyö
Betoniyö è un film del 2013 diretto da Pirjo Honkasalo e tratto dall'omonimo romanzo di Pirkko Saisio.
Il film è stato presentato in anteprima mondiale al Toronto International Film Festival nella Masters Series nel settembre 2013. Selezionato come voce finlandese per il Miglior film in lingua straniera ai Premi Oscar 2015, il film non ha però ottenuto la nomination.

## Produzione
Il film è stato girato nell'area di Helsinki in Finlandia nei mesi di settembre e ottobre 2012.

## Riconoscimenti
- 2013 - Camerimage
  - Nomination Rana d'oro
- 2013 - Warsaw International Film Festival
  - Nomination Grand Prix
- 2014 - Chicago International Film Festival
  - Nomination Audience Choice Award
- 2014 - Festival del Cinema Europeo
  - Miglior attore non protagonista a Jari Virman
- 2014 - Göteborg Film Festival
  - Nomination Miglior film nordico
- 2014 - Jussi Awards[4]
  - Migliore scenografia
  - Miglior montaggio
  - Miglior suono
  - Migliore fotografia
  - Migliore regista
  - Miglior film
  - Nomination Migliori costumi
  - Nomination Migliore sceneggiatura
  - Nomination Migliore attore non protagonista a Jari Virman
  - Nomination Migliore attrice non protagonista a Anneli Karppinen
- 2014 - Nordic Council
  - Nomination Nordic Council's Film Prize
- 2015 - American Society of Cinematographers[5]
  - Spotlight Award